# Кръщение
Кръщението, също кръщене или кръщаване, в християнството се разбира като едно от седемте тайнства (православни, католици, лутерани и англикани) или символичен акт (адвентисти, баптисти, петдесятници и т.н.), при което се издейства или символизира очистване от греха, както и смърт на стария човек (за стария живот) и възкресение за нов живот на вярващия човек.
В много църкви кръщението е предпоставка за придобиване на църковно членство.
Кръщението като символичен акт в някои протестантски деноминации, чиито външни (ритуални) страни могат да бъдат твърде многообразни, се признава в повечето случаи от православната и католическата църква.
В някои деноминации (мормони) съществуват практики, като кръщаване на починали или вече кръстени хора. В тези случаи основните християнски изповедания не признават извършеното за тайнство.

## Кръщение вНовия завет

### Кръщението приЙоан Кръстител
Първото кръщение в Новия завет е това чрез Йоан. Затова и получава името „Кръстител“. Йоановото кръщението бе извършено във водите на р. Йордан и бе свързано с изповед на греховете и покаяние, като е имало за цел прощаване на греховете (Матей 3:6; Марко 1:4f.; Лука 3:3ff).
Според доклада на евангелията, Исус се кръщава на 30-годишна възраст от Йоан Кръстител. Също някои от учениците и апостолите се кръщават от Йоан и по-късно са пренасочени към „Божия Агнец, Който носи греха на света“ (Йоан 1:29). Впоследствие кръщават както учениците на Йоан, така и учениците на Исус (Йоан 4:1f.).
В Деяние 19:1 – 7 се докладва, че ап. Павел среща в Ефес ученици на Йоан. Той ги пита кое кръщение са получили. След като учениците разказват за тяхното Йоаново кръщение, Павел им обяснява, че Йоан е кръщавал с „кръщение на покаяние“ и е призовавал народа да вярва в този, който ще дойде, именно Исус Христос. В резултат се кръщават Йоановите ученици в името на Исус.

### Кръщение на апостолите
Евангелието от Матей завършва със заповедта на Исус за кръщение:
„Тогава Иисус се приближи към тях и им говори, казвайки: Даде Ми се всяка власт на небето и на земята. Идете, прочее, научете [буквално: направете ги мои ученици] всичките народи, и кръщавайте ги в името на Отца и Сина и Светия Дух, като ги учите да пазят всичко що съм ви заповядал; и ето, Аз съм с вас през всичките дни до свършека на века. [Амин].“ (Матей 28:18 – 20 – Протестантски превод 1940)
На петдесятница бе изпълнена тази заповед. В своята проповед ап. Петър призовава публично за кръщение. Като предпоставка той посочва покаянието и дава обещанието за прощение на греховете и приемането на Светия Дух:
„Покайте се! Всеки един от вас трябва да се кръсти в името на Исус Христос, за да му се простят греховете, и ще получите дара на Святия Дух. Защото обещанието е за вас, за децата ви и за всички, които са далеч – всички, които Господ, нашият Бог, призове при себе си.“ (Деяние 2:38,39 – Съвременен превод 2004)
В Деяние 8:38 Филип пита един велможа на етиопската царица Кандакия за неговото библейско разбиране. Велможата отговаря: „Как да разбера, ако ме не упъти някой?“. След като Филип му разкрива пророчествата за Исус в Книга на пророк Исаия и в други библейски книги, го кръщава във вода.
Павел сравнява кръщението в Римляни 6:3ff. с погребение и възкресение за нов живот, като взима образно смъртта и възкресението на Исус Христос. Това място се взима като важно указание за символичното значение на кръщението чрез потапяне.

## Форми на кръщение в историята на християнството
В първата църква кръщението се извършва чрез потапяне във вода. Тази форма се практикува и днес в източната църква, при баптисти, адвентисти и други протестантски общности, както и при Църква на Исус Христос на светиите от последните дни и Свидетелите на Йехова.
Снимката от ляво представлява басейн за кръщение от времето на първата църква, който е служил за нейната първоначална форма на кръщение.
В раннохристиянската епоха тайнството се извършвало в нощта на Пасха или Петдесетница.
В римската църква кръщението чрез потапяне е една обичайна форма до 12 век. В средновековието се разпространява поръсването на място на потапянето.

## Кръщение като тайнство
При кръщението по тайнствен начин се осъществява слизането на Свети Дух над новопокръстения. Въпреки общото, съществуват известни, и някои съществени богословски различия в начина, по който това тайнство се възприема. Например, според католическото схващане, тайнството действа „ex opere operato", т.е. независимо от волята на този, който го приема, докато православната и част от протестантските църкви възприемат мнението, че кръщението става действено тогава, когато кръстеният го осъзнае. Като цяло обаче основните християнски общности са единодушни, че кръщението е пътят, по който се изчиства „първородният грях" и на вярващия се дават сили за духовно израстване.
Съществува и разлика в обредната част. В православната църква обредът е слят с обреда на тайнството „миропомазване", докато при католиците последното, или т. нар. „конфирмация", се извършва най-рано в юношеска възраст.
Тайнството кръщение се споменава в един от членовете на „Символа на вярата", възприет от православната, католическата и много протестантски църкви: „Вярвам в едно кръщение за опрощаване на греховете". Според тълкованието на този член, всеки един християнин може да бъде кръстен само един път, т.е. ако християнин, предпочете да смени своята църква (католическа, православна, или протестантска), той не би трябвало да се кръщава повторно. За валидно се приема всяко кръщение, което е извършено според изискването, при трикратно произнасяне на думите: „Кръщава се в името на Отец, Син и Дух Свети".
Кръщението е единственото тайнство, което може по изключение да се извърши не от духовник, а от светско лице. При критични случаи – болест, тежка травма и т.н. всеки мирянин може да извърши тайнството, след което свещеникът може само да го потвърди.